# マーク・ハミルトン (野球)
マーク・アラン・ハミルトン（Mark Alan Hamilton, 1984年7月29日 - ）は、アメリカ合衆国メリーランド州ボルチモア出身の元プロ野球選手(一塁手)。左投左打。現役引退後の2020年から、医師に転身している。

## 経歴

### プロ入りとカージナルス時代
2006年のMLBドラフト2巡目（全体76位）でセントルイス・カージナルスから指名され、入団。傘下のマイナーリーグベースボール（MiLB）球団でおよそ6シーズンにわたって実戦経験を積んだ。
2010年4月20日のフロリダ・マーリンズ戦でメジャーデビューを果たした。
2011年には、MLB公式戦38試合に出場。チームでは主に代打要員や控え一塁手として扱われながらも、ワールドシリーズ制覇を経験した。
2012年には、MLB公式戦への出場機会がないまま、8月18日にFAになった。

### レッドソックス傘下時代
2013年1月4日にボストン・レッドソックスとマイナー契約を締結。傘下のAAA級ポータケット・レッドソックスに所属した。シーズン終了後にFAになった。

### ブレーブス傘下時代
2013年12月にアトランタ・ブレーブスとの間でマイナー契約を締結。
2014年シーズンに傘下のAAA級グウィネット・ブレーブスでプレー。シーズン終了後にFAになったことを機に、現役を引退した。MLBの公式戦には通算で47試合に出場したものの、カージナルス時代の2シーズンだけにとどまった。

### 現役引退後
医師を目指してドナルド・アンド・バーバラ・ザッカー医科大学（英語: Donald and Barbara Zucker School of Medicine at Hofstra/Northwell）へ進学したところ、2020年の初頭からアメリカ合衆国内でCOVID-19の感染拡大を受け、当初の予定より早く同年4月10日に卒業した。同年6月からは、アメリカ合衆国ニューヨーク州にあるロングアイランド・ジューイッシュ・メディカルセンター（英語: Long Island Jewish Medical Center）の内科へ勤務。国内で感染の拡大が最も深刻なニューヨーク州で内科の研修医として患者の治療に当たることから、医科大学からの卒業に際しては、MLBの公式サイトで特集記事が組まれた。さらに、メジャーリーガーから医師への転身自体が異例ということもあって、日本のメディアでもこの記事の抄訳が紹介された。

## 詳細情報

### 背番号
- 64 (2010年)
- 38 (2011年)